# Trudolubiwka (obwód chersoński)
Trudolubiwka (ukr. Трудолюбівка) – wieś na Ukrainie, w obwodzie chersońskim, w rejonie berysławskim. W 2001 liczyła 274 mieszkańców.